# Dracula fafnir
Dracula fafnir är en orkidéart som beskrevs av Carlyle August Luer. Dracula fafnir ingår i släktet Dracula och familjen orkidéer. Inga underarter finns listade i Catalogue of Life.